# Colores litúrgicos

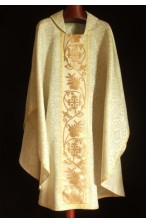
Casulla de color blanco.

Los colores litúrgicos son los colores específicos utilizados en la vestimenta del celebrante, y en otra ornamentación (por ejemplo, la bolsa y el velo del cáliz, el antependium, etc.) en el contexto de la liturgia cristiana. Los colores sirven para subrayar las características de un tiempo determinado del año litúrgico, destacar una fiesta o feria dada del calendario o una ocasión específica.

## Antecedentes
En los primeros siglos del cristianismo no existía un uso obligatorio de colores específicos en las vestiduras sagradas, según se verifica en los frescos y mosaicos de catacumbas y basílicas antiguas: los artistas elegían los colores de las vestimentas de los ministros representados. Sin embargo, existen documentos de los siglos IV y V como las Constituciones apostólicas y los Cánones de Hipólito y Paladio que atestiguan el uso de «vestidos espléndidos» (lamprà imátia) para el servicio del altar. Joseph Braun señaló: «sería extraño que en el siglo V, cuando, como atestigua la carta cornutiana del año 471, se embellecían las basílicas alrededor del ciborio y en los intercolumnios con ricos paños de oro y púrpura, estos colores no apareciesen también en las vestiduras usadas en el altar». El blanco, color natural del lino, también se utilizó en las ceremonias cristianas por influencia de los romanos, quienes usaban ese color en días festivos y en sus ceremonias religiosas, por simbolizar la pureza ritual.
Los primeros vestigios de la relación entre un color y una fiesta litúrgica están contenidos en el Ordo Romano XXI de la segunda mitad del siglo VIII, documento que establece que en la Fiesta de la Purificación y en el día de las letanías mayores, el sacerdote y el diácono ingresaban al recinto sagrado vistiendo túnicas negras. En el Imperio carolingio se encontró diversidad de colores en los ornamentos litúrgicos. En este período, un tratado irlandés discurre sobre los colores de las casullas a utilizarse en la misa: oro (amarillo), azul, blanco, verde, marrón, rojo, negro y morado. En el siglo XII, la Iglesia latina de Jerusalén erigida por los cruzados, utilizaba el color negro para Cuaresma, Purificación y Adviento; el color rojo para Pentecostés, Fiesta de la Santa Cruz y San Esteban; el color blanco para la Pascua; el color azul para la Ascensión; los colores rojo, amarillo y blanco para la Navidad; y los colores azul y amarillo para Epifanía. Tan variada cantidad de colores representaba el simbolismo espiritual contenido en cada uno de ellos.
Finalmente, en el siglo XIII, el papa Inocencio III señaló el simbolismo de los colores litúrgicos en su obra De sacro Altaris Mysterio y enumeró cinco colores añadidos por la Iglesia de Roma: blanco, rojo, verde, negro y morado (equivalente al negro).  Posteriormente, fueron aprobados por el papa Pío V y prevalecen hasta el día de hoy.

## Liturgia del rito romano
Las rúbricas generales del misal romano, recordadas por el motu proprio Rubricarum instructum de Juan XXIII, indican los colores utilizados en los ornamentos propios de la liturgia del rito latino.

Los ornamentos del altar, del celebrante y de los ministros deben ser del color propio del Oficio y de la Misa del día o de otra Misa que haya de celebrarse, según el uso de la Iglesia romana, la cual acostumbró usar cinco colores: blanco, rojo, verde, morado y negro. Conservan, sin embargo, todo su valor, los indultos y las costumbres legítimas acerca del uso de otros colores.

Si, en alguna parte, en las regiones de misiones, por una tradición probada, la significación de uno u otro color litúrgico de la Iglesia Romana choca con la significación congénita de esos pueblos, se otorga la facultad al Congreso episcopal de la misma región o de la mayor parte del territorio, si así conviene, de cambiar dicho color por otro más apto; sin embargo, no se lleve a efecto sin antes consultar a la S. Congregación de Ritos.

### Los colores litúrgicos

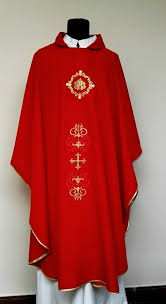
Casulla moderna de color rojo

Según la Ordenación General del Misal Romano (número 345), la variedad de los colores en la liturgia católica, tiene dos finalidades:
1. Ayudar a sintonizar mejor con los misterios que se celebran: «la diversidad de colores en las vestiduras sagradas tiene como fin expresar con más eficacia, aún exteriormente, las características de los misterios de la fe que se celebran».
2. Generar un efecto pedagógico gradual referido a la variedad y la dinámica de un año cristiano: «expresa también el sentido progresivo de la vida cristiana a lo largo del año litúrgico».

A continuación se señalan los colores usados —de forma obligatoria o potestativa según los casos— y sus simbolismos respectivos.

#### Colores usados con más frecuencia
- Blanco: este color simboliza la pureza,[10] el gozo y la alegría.[10][11] También es símbolo de gloria.[12] Se usa en tiempos de júbilo,[13] durante la Vigilia pascual, el Tiempo de Pascua y el de Navidad. Se emplea también en las fiestas y solemnidades del Señor Jesucristo no relacionadas con la Pasión (Sagrado Corazón de Jesús, Ascensión, Cristo Rey, Jesús Sumo y Eterno Sacerdote, Jesús Maestro Eucaristía), en las celebraciones vinculadas con la institución o culto de la Eucaristía (Misa de la Cena del Señor, Corpus Christi), en las fiestas y solemnidades en que se celebra a la Virgen María, a santos que no murieron mártires (por ejemplo, San José, San Juan, apóstol y evangelista), a santos ángeles y arcángeles, y la Natividad de San Juan Bautista. También en la solemnidad de Todos los Santos, en las fiestas de san Juan Evangelista, de la Cátedra de san Pedro y de la Conversión de san Pablo.[12] También se utiliza en la celebración del bautismo y el matrimonio.

- Rojo: es «color de fuego y de sangre».[14] En el cristianismo, es el color «del Espíritu Santo»,[14] y «recuerda [...] la sangre vertida por y para Cristo».[15] Se refiere a la virtud del amor de Dios. Es usado principalmente en las solemnidades de la Pasión del Señor como el Domingo de Ramos y el Viernes Santo. También en solemnidades del Espíritu Santo como el Domingo de Pentecostés,[15] y en las celebraciones de santos mártires, apóstoles y evangelistas.[15] También en la administración del sacramento de la Confirmación y en las liturgias dedicadas a los instrumentos de la Pasión, como es el caso de la Exaltación de la Santa Cruz.[15] En la Santa Sede se usa para las exequias de los cardenales o del sumo pontífice.

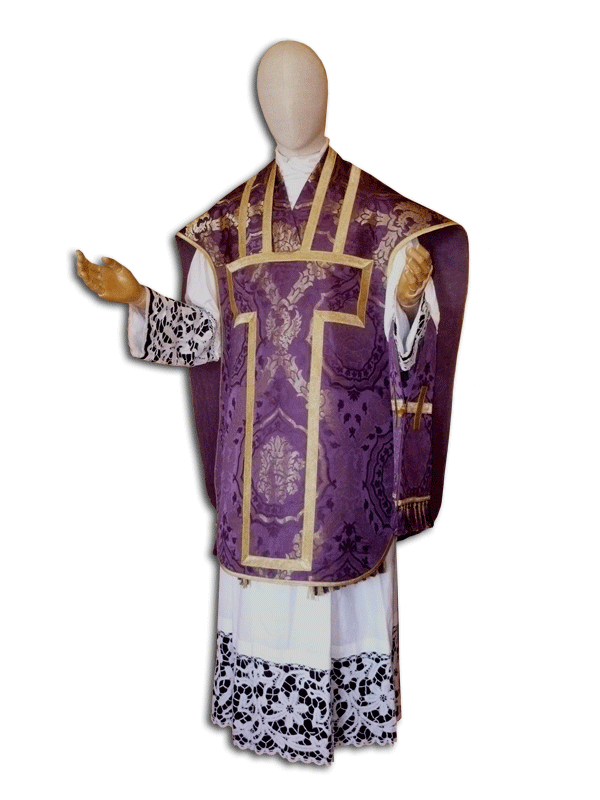
Casulla de color morado, réplica de una de Pablo V

- Morado: este color simboliza la preparación espiritual y la penitencia.[16] Se usa en Adviento y en Cuaresma,[16] tiempos de preparación para la Navidad y la Pascua respectivamente. También se usa en la administración del sacramento de la penitencia y en general en todo tipo de actos penitenciales. Desde la reforma litúrgica se dispone su uso para los sufragios por los difuntos. Según el calendario litúrgico tradicional también se usa en las temporadas de petición. El color morado se usa el Lunes, Martes y Miércoles Santo por estar estos días contenidos en el tiempo de Cuaresma. Además, solo en el Perú se usa la casulla morada en el mes de octubre, en razón de la celebración del Señor de los Milagros.[17]

- Verde: desde antiguo se considera que este color simboliza la virtud de la esperanza,[18] y con ella significa también la vida y el crecimiento natural vegetativo.[18] Por eso es usado durante todo el Tiempo Ordinario, después de Navidad hasta la Cuaresma, y después del Tiempo de Pascua hasta el Adviento,[19]  tanto en los domingos como en aquellos días que no exigen otro color.

#### Colores utilizados con menos frecuencia, o potestativos
- Negro: este color refiere a la oscuridad, la noche, la falta de luz, y por ello simboliza la perdición, la desgracia, el pecado.[9] Es el color típico del luto y de la tristeza.[9] El Misal de Pablo VI en la Ordenación General establece que para las misas de difuntos «puede usarse el morado o violeta» (núm. 346 d); «el negro puede usarse, donde sea tradicional, en las misas de difuntos» (num. 346 e) por lo que, tras la reforma litúrgica de Pablo VI, su uso es potestativo en lugar del morado en las celebraciones exequiales y en los entierros.[9] En el rito romano ordinario, así como en el rito romano tradicional puede usarse el Viernes Santo y en las misas de Réquiem o de difuntos, inclusive en la conmemoración de los fieles difuntos del 2 de noviembre y donde se acostumbre el 15 de septiembre en la fiesta de Nuestra Señora de los Dolores.
- Rosa: este color simboliza una relajación del rigor penitencial,[20] y por eso se utiliza potestativamente en la misa del domingo Gaudete (tercer domingo de Adviento) para indicar la cercanía de la Navidad, y en el domingo Laetare (el cuarto de Cuaresma) por la cercanía de la Pascua.

- Azul: en España, y por ende todos los países hispanos, tienen el privilegio de usar el color azul exclusivamente en la fiesta de la Inmaculada Concepción de la Santísima Virgen María[21] y para fiesta marianas donde las conferencias episcopales lo autoricen.

- Dorado y Plateado: Los ornamentos de fondo dorado y plateado pueden sustituir a ornamentos de cualquier color en ocasiones de solemnidad, excepto a los de color morado y negro de acuerdo con lo señalado por la Congregación para el Culto Divino y la Disciplina de los Sacramentos.[22] Se trata de colores nobles aunque potestativos, por lo que se suele reservar su uso para las celebraciones más solemnes del año litúrgico, aunque no correspondan al color del día.[23] Son ejemplos de ello la Misa del Gallo de la Natividad de nuestro Señor Jesucristo, la Vigilia Pascual del Domingo de Pascua de Resurrección, y la solemnidad de Cristo Rey.

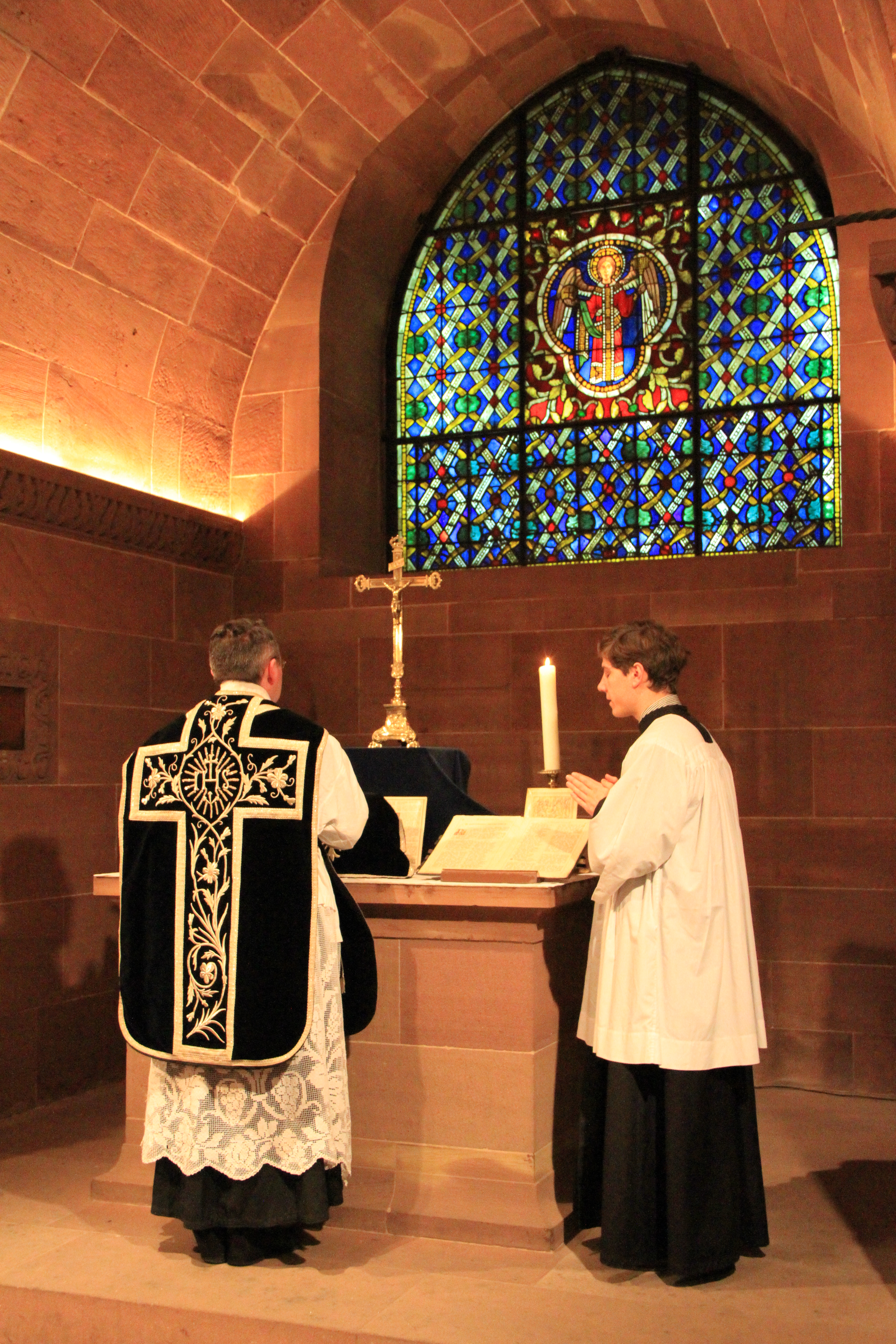
Sacerdote celebrando misa de réquiem con ornamentos negros